# Cengiz Ünder
Cengiz Ünder (Balıkesir, 14 de julio de 1997) es un futbolista turco que juega como delantero en el Fenerbahçe S. K. de la Superliga de Turquía.

## Trayectoria

### Inicios
Comenzó su carrera profesional en Altinordu S. K. y más tarde se trasladó al Estambul Başakşehir F. K. En su primera temporada con Başakşehir, se estableció como uno de los mejores jugadores de la Superliga turca, anotando 7 goles en 32 partidos.

### Roma
El 14 de julio de 2017 se convirtió en jugador de la Roma por 13,4 millones de euros. Marcó su primer gol en la victoria 1-0 sobre el Hellas Verona el 4 de febrero de 2018. En el mismo mes, marcó en su debut en la Liga de Campeones en la derrota por 1-2 ante el Shakhtar Donetsk en el partido de ida de la primera ronda de eliminatorias, convirtiéndose en el jugador turco más joven en marcar en la Liga de Campeones.
El 20 de septiembre de 2020 se hizo oficial su cesión al Leicester City F. C. hasta final de temporada. La siguiente volvió a ser cedido, esta vez al Olympique de Marsella con una opción de compra.

### Fenerbahçe S. K.
Tras haberse quedado una campaña más en Marsella después de la cesión, el 12 de agosto de 2023 el club le dio permiso para viajar a Turquía al llegar a un principio de acuerdo para su traspaso con el Fenerbahçe S. K. Al día siguiente se completó el fichaje y firmó un contrato por cuatro temporadas. A mediados de la segunda se marchó a los Estados Unidos para jugar en Los Angeles F. C. hasta finales de junio.

## Selección nacional
Es internacional con la selección de Turquía. Tras haber representado a su país en las categorías sub-18, sub-19 y sub-21, en noviembre de 2016 recibió su primera convocatoria a la selección absoluta para enfrentar a Kosovo.
Anotó su primer gol con Turquía en su segundo partido, en un amistoso ante Moldavia en marzo de 2017.

## Estadísticas

### Clubes
Actualizado al último partido disputado el 31 de mayo de 2025.
| Club                              | Div.          | Temporada     | Liga  | Liga  | Copa nacional | Copa nacional | Copa internacional | Copa internacional | Total | Total | Media goleadora |
| Club                              | Div.          | Temporada     | Part. | Goles | Part.         | Goles         | Part.              | Goles              | Part. | Goles | Media goleadora |
| --------------------------------- | ------------- | ------------- | ----- | ----- | ------------- | ------------- | ------------------ | ------------------ | ----- | ----- | --------------- |
| Altınordu S. K. Turquía           | 2.ª           | 2014-15       | 20    | 5     | 6             | 0             | —                  | —                  | 26    | 5     | 0.19            |
| Altınordu S. K. Turquía           | 2.ª           | 2015-16       | 31    | 6     | 1             | 0             | —                  | —                  | 32    | 6     | 0.19            |
| Altınordu S. K. Turquía           | Total club    | Total club    | 51    | 11    | 7             | 0             | 0                  | 0                  | 58    | 11    | 0.19            |
| Estambul Başakşehir F. K. Turquía | 1.ª           | 2016-17       | 32    | 7     | 7             | 2             | 4                  | 0                  | 43    | 9     | 0,21            |
| Estambul Başakşehir F. K. Turquía | Total club    | Total club    | 32    | 7     | 7             | 2             | 4                  | 0                  | 43    | 9     | 0.21            |
| A. S. Roma · Italia               | 1.ª           | 2017-18       | 26    | 7     | 1             | 0             | 5                  | 1                  | 32    | 8     | 0.25            |
| A. S. Roma · Italia               | 1.ª           | 2018-19       | 26    | 3     | 1             | 0             | 6                  | 3                  | 33    | 6     | 0.18            |
| A. S. Roma · Italia               | 1.ª           | 2019-20       | 18    | 3     | 2             | 0             | 3                  | 0                  | 23    | 3     | 0.13            |
| A. S. Roma · Italia               | Total club    | Total club    | 70    | 13    | 4             | 0             | 14                 | 4                  | 88    | 17    | 0.19            |
| Leicester City F. C. Inglaterra   | 1.ª           | 2020-21       | 9     | 0     | 2             | 1             | 8                  | 1                  | 19    | 2     | 0.11            |
| Leicester City F. C. Inglaterra   | Total club    | Total club    | 9     | 0     | 2             | 1             | 8                  | 1                  | 19    | 2     | 0.11            |
| Olympique de Marsella Francia     | 1.ª           | 2021-22       | 32    | 10    | 3             | 1             | 12                 | 2                  | 47    | 13    | 0.28            |
| Olympique de Marsella Francia     | 1.ª           | 2022-23       | 37    | 5     | 3             | 0             | 6                  | 0                  | 46    | 5     | 0.11            |
| Olympique de Marsella Francia     | Total club    | Total club    | 69    | 15    | 6             | 1             | 18                 | 2                  | 93    | 18    | 0.19            |
| Fenerbahçe S. K. Turquía          | 1.ª           | 2023-24       | 24    | 9     | 2             | 0             | 7                  | 0                  | 33    | 9     | 0.27            |
| Fenerbahçe S. K. Turquía          | 1.ª           | 2024-25       | 3     | 0     | 2             | 0             | 4                  | 0                  | 9     | 0     | 0               |
| Fenerbahçe S. K. Turquía          | Total club    | Total club    | 27    | 9     | 4             | 0             | 11                 | 0                  | 42    | 9     | 0.21            |
| Los Angeles F. C. Estados Unidos  | 1.ª           | 2025          | 12    | 2     | —             | —             | 4                  | 0                  | 16    | 2     | 0.13            |
| Los Angeles F. C. Estados Unidos  | Total club    | Total club    | 12    | 2     | 0             | 0             | 3                  | 0                  | 16    | 2     | 0.13            |
| Total carrera                     | Total carrera | Total carrera | 270   | 57    | 30            | 4             | 58                 | 7                  | 359   | 68    | 0.19            |

## Palmarés

### Títulos nacionales
| Título | Club                 | País       | Año     |
| ------ | -------------------- | ---------- | ------- |
| FA Cup | Leicester City F. C. | Inglaterra | 2020-21 |